# Lezay

Lezay este o comună în departamentul Deux-Sèvres, Franța. În 2009 avea o populație de 2,056 de locuitori.